# Шеэри
Шеэри́ (фр. Chéhéry) — коммуна во Франции, находится в регионе Шампань — Арденны. Департамент коммуны — Арденны. Входит в состав кантона Западный Седан. Округ коммуны — Седан.
Код INSEE коммуны — 08114.
Коммуна расположена приблизительно в 210 км к северо-востоку от Парижа, в 85 км северо-восточнее Шалон-ан-Шампани, в 19 км к юго-востоку от Шарлевиль-Мезьера.

## Население
Население коммуны на 2008 год составляло 137 человек.
| 1962 | 1968 | 1975 | 1982 | 1990 | 1999 | 2008 |
| ---- | ---- | ---- | ---- | ---- | ---- | ---- |
| 108  | 116  | 105  | 114  | 120  | 141  | 137  |

## Экономика
В 2007 году среди 95 человек в трудоспособном возрасте (15—64 лет) 60 были экономически активными, 35 — неактивными (показатель активности — 63,2 %, в 1999 году было 63,2 %). Из 60 активных работали 54 человека (31 мужчина и 23 женщины), безработных было 6 (1 мужчина и 5 женщин). Среди 35 неактивных 14 человек были учениками или студентами, 9 — пенсионерами, 12 были неактивными по другим причинам.

## Достопримечательности
- Замок Рокан[фр.] (XVI век). Исторический памятник с 1981 года.[3]
- Церковь Сен-Кристоф.[4]

## Фотогалерея
- Замок Рокан
- Замок Рокан
- Карта коммуны